# Joseph-Aurélien Cornet
Joseph-Aurélien Cornet, född 20 maj 1919 i Bièvre i Belgien, död 20 maj 2004 i Ciney i Belgien, var en belgisk missionär, etnolog och konsthistoriker.
Joseph-Aurélien Cornet studerade vid Frères des écoles chrétiennes i Louvain. Han blev novitie 1935, tog lärarexamen 1938 och senare kandidat- och magisterexamen (1945) vid Katolska universitetet i Louvain. Han disputerade i konsthistoria vid Katolska universitetet i Louvain 1970.
Cornet tillbringade ett stort antal år i Afrika, dit han kom 1964 för att föreläsa på Académie des Beaux-Arts i Kinshasa.  Han arbetade senare för Institut des Musées Nationaux du Congo, namnändrat 1971 till Institut des Musées Nationaux du Zaïre. Museet grundades utan vare sig lokaler eller samlingar, och Cornets förstahandsuppgift var att bygga upp museets samlingar. Han gjorde detta bland annat i Kungariket Ngoyo, Kungariket Kuba och hos Mongofolket. Han var biträdande chef för museet från 1970 och chef från 1976.
Cornet avslutade sitt chefskap på museet 1987 och återvände till Belgien för att forska, undervisa och arbeta med att spåra föremål som försvunnit efter den plundring av museet som skedde 1997 efter  Mobutu-regimens fall.
Hans arkiv av fotonegativalbum, fältnoteringar och annat material förvaras på Loyola University New Orleans.